# Ernesto Bosch
Ernesto Bosch (Buenos Aires, 8 gennaio 1863 – Buenos Aires, 22 agosto 1951) è stato un avvocato, diplomatico e politico argentino.
Fu avvocato, ambasciatore in Francia e Ministro degli affari esteri (1910-1914; 1930-1931). Il 31 maggio 1935 divenne il primo Presidente del Banca Centrale della Repubblica Argentina (BCRA).

## Biografia
Ernesto Bosch nacque a Buenos Aires, l'8 gennaio 1863 da Francisco José Pedro Bosch Aguirre e Rosario Peña Zelaya ed era il settimo di dodici fratelli. S'iscrisse alla facoltà di giurisprudenza dell'Università di Buenos Aires, laureandosi nel 1889.
Dopo aver lavorato per circa 10 anni in differenti cariche pubbliche, iniziò la sua carriera diplomatica, come ministro plenipotenziario in Francia, rientrando poi in patria nel 1910 per assumere l'incarico di Ministro degli affari esteri offertogli dal neopresidente Roque Sáenz Peña. Il 16 febbraio 1914 Ernesto Bosch fu sostituito nelle sue funzioni da José Luis Murature per volere del vicepresidente Victorino de la Plaza che, lentamente stava sostituendo il presidente Peña. Peña, che era malato già da qualche tempo, morì sei mesi dopo il 9 agosto 1914. Il colpo di stato del settembre 1930 contro il presidente Hipólito Yrigoyen, provocò la riconferma di Bosch come ministro degli affari esteri da parte del nuovo presidente, il generale José Félix Uriburu. L'incarico fu breve perché Bosch si dimise il 9 ottobre 1931 e fu sostituito da Adolfo Bioy.
Nel maggio 1935 ebbe luogo una riforma monetaria e bancaria in Argentina, che portò alla creazione della Banca Centrale della Repubblica Argentina (BCRA); Il 28 di quel mese fu creata l'istituzione, che sostituì la "Caja de Conversion", che era in vigore dal 1899. Il 31 maggio, Bosch iniziò il suo mandato come presidente dell'istituto finanziario, affiancato da Raúl Prebisch come direttore generale. Mantenne l'incarico per dieci anni e fu poi sostituito da Vicente R. Casares nel settembre 1945.